# Kick Out the Jams
Kick Out the Jams -En españolː Patea los enjambres - es el primer álbum en vivo de la banda de rock estadounidense MC5, publicado en 1969. Fue grabado en vivo en el Grande Ballroom de Detroit las dos últimas noches de octubre de 1968. El álbum alcanzó el puesto 30 en el Billboard, mientras que la canción Kick Out the Jams llegó al puesto número 82.
El álbum está considerado un álbum de culto, ya que es un precursor y un paso esencial en el surgimiento del punk rock, junto con los dos primeros discos de The Stooges, los MC5 estaban tan adelantados a su tiempo que no pudieron ser clasificados bajo un género hasta que el movimiento Punk nacido a mediado de los 70 trazó sus orígenes hasta él. La versión remasterizada en CD que se vende actualmente es la versión sin censura. 
En 2003, el álbum quedó en el puesto 294 de la lista de los 500 mejores álbumes elaborada por la revista Rolling Stone, a pesar de que la crítica original de la revista, firmada por Lester Bangs, lo calificaba como «rídículo y pretencioso». En marzo de 2005, la revista Q situó la canción Kick Out the Jams en la posición 39 en su lista de las 100 mejores canciones con guitarra.

## Contexto
El álbum contiene canciones como las clásicas "Kick Out the Jams" y "Rama Lama Fa Fa Fa", "Starship" (acreditada en parte a Sun Ra porque la letra era parcialmente de uno de sus poemas), y una versión ampliada de "Motor City is Burning" de John Lee Hooker en la que Tyner alaba el rol de los francotiradores de las Panteras negras durante los disturbios de Detroit en 1967. El álbum es generalmente reconocido como uno de los mejores álbumes en vivo de rock'n'roll; el crítico Mark Deming escribió que «es uno de los discos en vivo más poderosos y energéticos nunca hechos...es un álbum que se niega a ser tocado a un volumen bajo».
La canción que da título al álbum ha sido versionada por muchas bandas, incluidos Blue Öyster Cult que la incluyeron en su álbum en vivo 'Some Enchanted Evening' (1978), Rage Against the Machine la incluyeron en su álbum de versiones 'Renegades' (2000), Bad Brains junto con Henry Rollins la grabaron para la banda sonora de Pump Up the Volume, Guitar Wolf en su álbum de debut Run Wolf Run, Entombed en su EP 'Family Favourites', Jeff Buckley (incluida en la edición especial legacy edition de su álbum Grace), Monster Magnet, Afrika Bambaataa, y Silverchair.

## Lista de canciones
1. "Ramblin' Rose" – 4:15
2. "Kick Out The Jams" – 2:52
3. "Come Together" – 4:29
4. "Rocket Reducer No. 62 (Rama Lama Fa Fa Fa)" – 5:41
5. "Borderline" – 2:45
6. "Motor City Is Burning" – 6:04
7. "I Want You Right Now" – 5:31
8. "Starship" – 8:15 (MC5, Sun Ra)

## Contenido

### Nombre
"Kick out the jams" ha sido adoptado como un eslogan revolucionario de los años 1960, como referencia a deshacerse ("kick out") de las restricciones en sus varias formas. Esto es un mito y la verdad es más prosaica. Wayne Kramer, guitarrista de MC5, lo expresó así en una entrevista en 1970:

La gente decía "Oh vaya, Kick out the jams significa deshacerse de las restricciones" etc., y tuvo éxito, pero cuando la escribimos no estábamos pensando en eso. En un principio usábamos la frase cuando eramos la banda residente en el [Grande] Ballroom de Detroit, y tocábamos allí todas las semanas con otra banda de la zona. Teníamos la costumbre, siendo los gamberros que somos, de gritarles para que se bajaran del escenario, que dejaran de tocar [kick out the jams]. Lo usábamos todo el tiempo y se convirtió en una frase recurrente. Ahora, creo que la gente puede entenderlo como quiera; eso es parte de lo bueno del rock and roll.

## Controversia
Mientras que "Ramblin' Rose" y "Motor City is Burning" abren con una retórica incendiaria, fue el inicio de la canción "Kick Out the Jams" la que causó controversia. El cantante Rob Tyner gritaba: "And right now it's time to... KICK OUT THE JAMS, MOTHERFUCKERS!" antes del riff inicial. Los ejecutivos de Elektra se ofendieron con esa línea y trataron de eliminarla del álbum, pero la banda y su mánager, John Sinclair, se opusieron. Al final, las dos versiones fueron publicadas, siendo la versión sin censurar vendida a espaldas del sello.
Para emperorar las cosas, la cadena multinacional de discos Hudson's se negó a vender el álbum. Las tensiones entre la banda y la cadena llegaron al punto en el que Hudson's se negó a vender ninguna publicación de la discográfica Elektra después de que los MC5 publicaran un anuncio en un periódico a página entera, el cual, según Danny Fields, «era una foto de Rob Tyner, y lo único que decía era "Que se joda Hudson's". Y el logo de Elektra». Para evitar el conflicto, Elektra despidió a los MC5 de su sello.
Con posterioridad, ese mismo año, Jefferson Airplane grabó la canción "We Can Be Together" para su álbum Volunteers. Esta canción contenía la misma palabra que causó el problema a los MC5 pero, al contrario que Elektra, RCA publicó el álbum sin censurar.

## Músicos
- Rob Tyner: Voz y armónica
- Fred "Sonic" Smith: Guitarra, armónica, teclado y voz
- Wayne Kramer: Guitarra, teclado y voz
- Dennis Thompson: batería y voz
- Michael Davis: bajo y voz

## Créditos
- Producido por Jac Holzman y Bruce Botnick
- Fotografía: Joel Brodsky